# Улица Алояс (Рига)
Улица А́лояс (латыш. Alojas iela) — улица в Риге, в Видземском предместье. Начинается от улицы Томсона, ведёт в восточном направлении, пересекает улицу Кришьяня Валдемара и заканчивается перекрёстком с улицей Миера. С другими улицами не пересекается.
Длина улицы — 338 метров. Участок от ул. Томсона до ул. Кришьяня Валдемара асфальтирован и относится к историческому району Центр. Остальная часть улицы служит границей между Центром и Брасой и покрыта булыжником. Движение по улице двустороннее. Общественный транспорт по улице не курсирует, но на улице Кришьяня Валдемара есть остановка «Alojas iela».

## История
Улица Алояс сформировалась в конце XIX века как безымянный проезд между нынешними улицами Миера и Кришьяня Валдемара. В 1920-е годы носила неофициальное название Diakonisu iela (с латыш. — «улица Диаконисс») — по названию Мариинского общества евангелических диаконисс, учреждённого в 1864 году и владевшего двумя земельными участками на этой улице. 2 мая 1932 года получила официальное нынешнее название — в честь латвийского города Алоя. Одновременно была продлена до нынешней улицы Весетас, но в 1955 году участок от улицы Весетас до улицы Мичурина (ныне Томсона) был закрыт под последующую застройку; в 1963 году здесь возведена средняя школа № 21.

## Примечательные здания

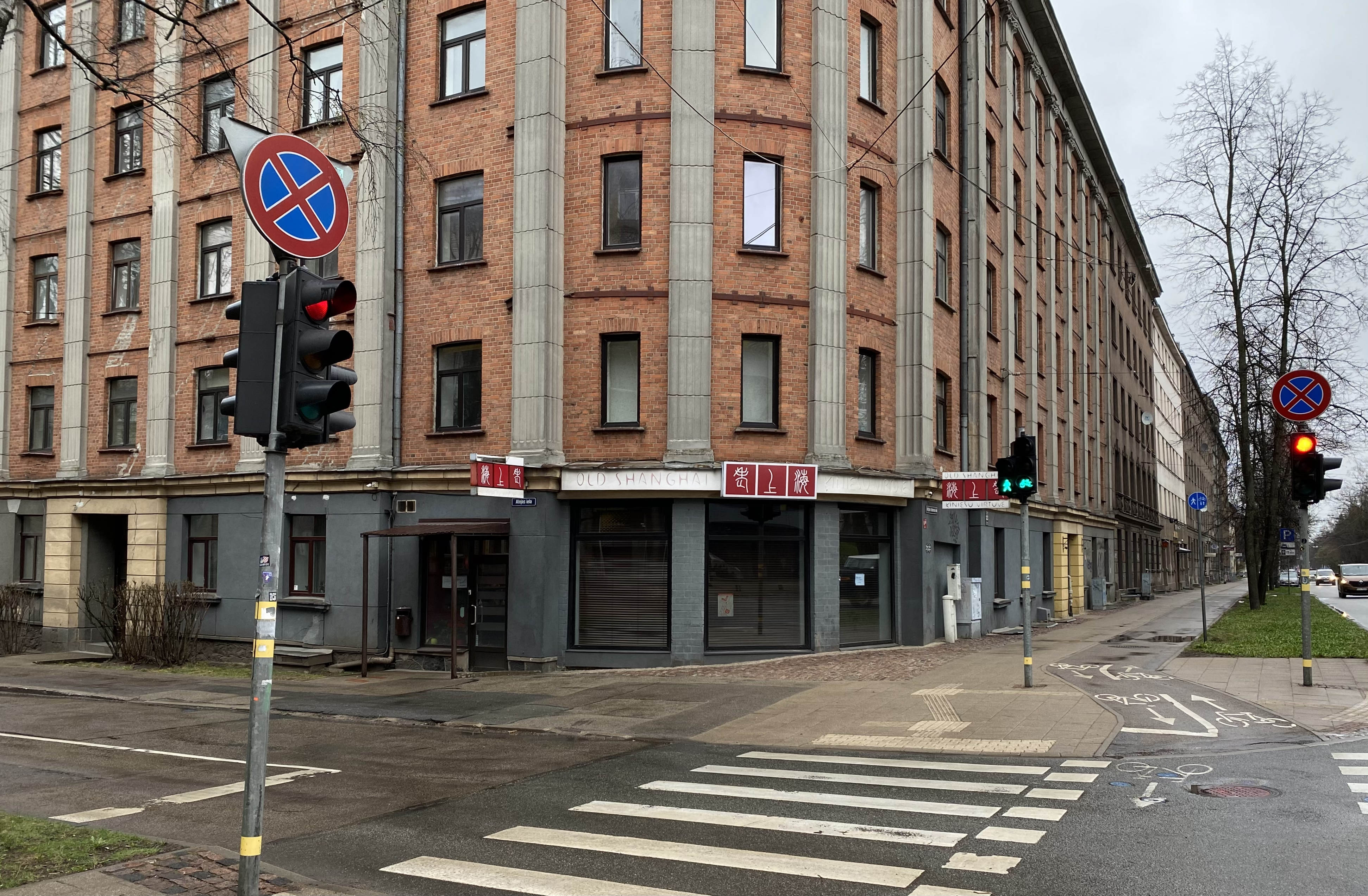
Бывший доходный дом Августа Розитиса

- Весь квартал по нечётной стороне улицы от ул. Кришьяня Валдемара до ул. Миера занимает территория Рижского родильного дома (ул. Миера, 45). Его старый корпус, обращённый к улицам Алояс и Кришьяня Валдемара, был построен в 1904 году как амбулатория Мариинского общества диаконисс (архитектор Отто Хоффман); новый корпус построен в 1976—1978.
- Дом № 2 — жилой дом, построенный в 1954—1956 годах для работников суконной фабрики «Активист» (архитектор М. Бродский и О. Саломе).
- Угловой дом по ул. Кр. Валдемара, 62 — главный офис банка Nordea в Латвии (2009, архитектурное бюро "Sarma Norde").
- Угловой дом по ул. Кр. Валдемара, 123 — бывший доходный дом Августа Розитиса (1940, перестроен в 1956).